# Транквилина
Фурија Сабина Транквилина (око 225 - након 244) била је римска царица, односно супруга цара Гордијана III.

## Биографија
Транквилина је била најмлађа ћерка команданта Преторијанске гарде, Тимеситеуса, са непознатом супругом. Године 241. је њен отац именован командантом Преторијанске гарде од стране цара Гордијана. Маја исте године Транквилина се удала за цара. Тако је постала римска царица и примила титулу августа. Умрла је након свога мужа тј. после 244. године.